# Erebus niasana
Erebus niasana là một loài bướm đêm trong họ Erebidae.